# Sebastolobus
Sebastolobus es un género de pez de la familia Sebastidae. Algunas autoridades no reconocen esta familia, en cuyo caso Sebastolobus es incluido en Scorpaenidae.
Incluye las siguientes especies:
- Sebastolobus alascanus
- Sebastolobus altivelis
- Sebastolobus macrochir

- Datos: Q656195
- Multimedia: Sebastolobus / Q656195
- Especies: Sebastolobus